# Den umulige time
Den umulige time er en dansk dokumentarfilm fra 1975 med instruktion og manuskript af Jørgen Leth.

## Handling
Den danske cykelrytter Ole Ritters forsøg på at generobre den mest attråede og vanskeligste rekord inden for professionel cykelsport: Én times kørsel på bane. Rekordforsøgene fandt sted i Mexico City i november 1974. Filmen skildrer blandt andet Ritters specialtræning på den meget avancerede baneracer, som var fremstillet til formålet, og den psykiske opladning, som er en forudsætning for en koncentreret præstation på det niveau. Filmen indeholder også samtaler med Ritter.